# Escudo de Vinaixa
El escudo de armas de Vinaixa es un símbolo del municipio español de Vinaixa y se describe, según la terminología precisa de la heráldica, por el siguiente blasón:

«Escudo en losange de ángulos rectos: de azur, una azuela de plata en palo. Al timbre, una corona mural de pueblo.»

## Diseño
La composición del escudo está formada sobre un fondo en forma de cuadrado apoyado sobre una de sus aristas, llamado escudo de ciudad o escudo embaldosado, según la configuración difundida en Cataluña al haber sido adoptada por la administración en sus especificaciones para el diseño oficial de los municipios de las entidades locales de color azul (azur). Como carga principal aparece una azuela de color blanco o gris (plata, también llamado argén) puesta en posición vertical (en palo).
El escudo está acompañado en la parte superior de un timbre en forma de corona mural, que es la adoptada por la Generalidad de Cataluña para timbrar genéricamente a los escudos de los municipios. En este caso, se trata de una corona mural de pueblo, que básicamente es un lienzo de muralla amarillo (oro) con puertas y ventanas en negro (cerrado de sable), con cuatro torres almenadas, tres de ellas vistas.

## Historia
El ayuntamiento acordó en pleno municipal el inició el expediente de adopción del escudo heráldico el 17 de diciembre de 2003. El Instituto de Estudios Catalanes dictaminó favorablemente la propuesta del escudo el 10 de noviembre de 2004 y fue publicado en el DOGC n.º 4.314 de 2 de febrero de 2005.
Se trata de armas parlantes, la azuela (aixa en catalán) hace referencia al nombre del municipio, además de ser una señal propia, tradicional y característica del pueblo, que al menos, desde la primera mitad de siglo XIX el ayuntamiento ya utilizaba en sellos redondos y ovalados.